# Nord-du-Québec
Nord-du-Québec (Norte de Quebec) es la mayor región administrativa del Quebec (Canadá). Con sus 839.000 km², de los cuales 121.000 km² corresponden a lagos y ríos, la región representa el 55% del territorio quebequés, pero solo el 0,5% de la población del Quebec vive allí (unas 40.000 personas). Los crees y los inuit constituyen la mayoría de la población. Su superficie es comparable a la de la Patagonia argentina, y es mayor que la de países como Pakistán, Turquía o Chile.

## Geografía física
La región limita al oeste con las bahías de Hudson y James, al norte con el estrecho de Hudson y la bahía de Ungava, al noroeste con el Labrador, y al sur y sureste con las regiones administrativas quebequesas de Abitibi-Témiscamingue, Mauricie, Saguenay-Lac-Saint-Jean y Côte-Nord.

## Historia
La región Nord-du-Québec formaba parte de la Tierra de Rupert de la Compañía de la Bahía de Hudson hasta 1870, cuando fue transferida al nuevo Dominion de Canadá por las autoridades británicas. En 1898, el Parlamento de Canadá fijó la frontera septentrional del Quebec en medio del río Eastmain, cerca del paralelo 52. En 1912, el distrito de Ungava, que comprendía todo el territorio al norte del río Eastmain, fue cedido al Quebec por el Parlamento canadiense. La frontera entre el Quebec y la colonia de Terranova fue fijada por el Comité Judicial del Consejo Privado de Londres en 1927, pero el gobierno quebequés no considera esta decisión como definitiva en cuanto a la frontera de la región de la Côte-Nord.
La parte del territorio transferido que se encuentra al norte del paralelo 49 era conocido, hasta 1987, como Nuevo Quebec. En cuanto al territorio al sur del paralelo 49, perteneció a las autoridades municipales de Abitibi y de la Vallée-de-l'Or durante la primera mitad del siglo XX.
La organización política de la región Nord-du-Québec fue profundamente modificada entre 1976 y 1984 para adecuarla a la Convención de la Bahía de James y del Norte quebequés, firmada en noviembre de 1975 por los representantes inuits y crees por una parte, y los gobiernos del Quebec y de Canadá por otra.

## Administración
Nord-du-Québec se divide en dos regiones distintas. Al norte del paralelo 55 se encuentra Nunavik, cubierto por la tundra y la taiga. Nunavik está mayoritariamente poblado por esquimales, que viven en los 14 pueblos nórdicos situados a lo largo de la costa. Nunavik está administrado por la Administración Regional Kativik (ARK), a excepción del pueblo cree de Whapmagoostui, el cual forma parte de la Administración Regional Cree.
La parte meridional, llamada Jamésie, se extiende de la bahía James hasta los montes Otish al este. Este territorio, principalmente cubierto por bosques boreales, lo comparten la nación cree y los Jamésiens no autóctonos. Su administración es compartida por la Administración Regional Cree, que agrupa a los 9 pueblos crees de Nord-du-Québec, y los cinco municipios de Jamésie. El municipio de la Bahía James y la Administración Regional Cree asumen ciertas funciones de un municipio regional de condado.

## Demografía
En la región Nord-du-Québec se encuentran 14 pueblos nórdicos (10.000 habitantes), 9 pueblos crees (14.000 habitantes) y 5 municipios (17.000 habitantes).
- Población: 40.246 (2005)
- Superficie: 839.000 km²
- Densidad: 0,1 hab./km²
- Tasa de natalidad: 19,9 ‰ (2005)
- Tasa de mortalidad: 4,4 ‰ (2005)

Fuente: Institut de la statistique du Québec